# 鼠戰中環
鼠戰中環（英語：Central Rat Race）是怡和集團旗下置地公司舉辦、為「思建」（Mindset）籌款的嘉年華會。自2006年起，鼠戰中環每年均在香港中環舉行，穿上行政人員裝束或創意服飾的參賽者來自公私營機構，以公事包作為接力棒，穿越太子大廈、歷山大廈、置地廣場、遮打大廈等地標，籌募得來的善款會用於精神復康方面的服務。
2017年10月14日，由於香港天文台發出3號強風信號，因此置地公司宣布取消原定於2017年10月15日在中環遮打道舉行的鼠戰中環，並不會改期舉行，而何依婷、張寶欣、馮盈盈、張寶兒、許家傑、魏焌皓、鍾君揚和麥凱程也不會出席活動，但會將所籌得的善款，全數撥捐資助在中港兩地推廣精神健康的機構和項目，也是首次發生特別事項而取消活動。
2019年9月13日，受社會運動影響，主辦單位宣布取消原定於2019年10月13日於中環遮打道舉行的「鼠戰中環2019」。
2020年8月6日，主辦單位經審慎考慮後，決定取消本年度於中環遮打道舉行之年度慈善賽「鼠戰中環2020」，並將會改為舉辦一系列的網上活動，為「思健」籌募善款，繼續支持思健推廣精神健康。

## 外部連結
- 官方网站